# Camée de Chartres

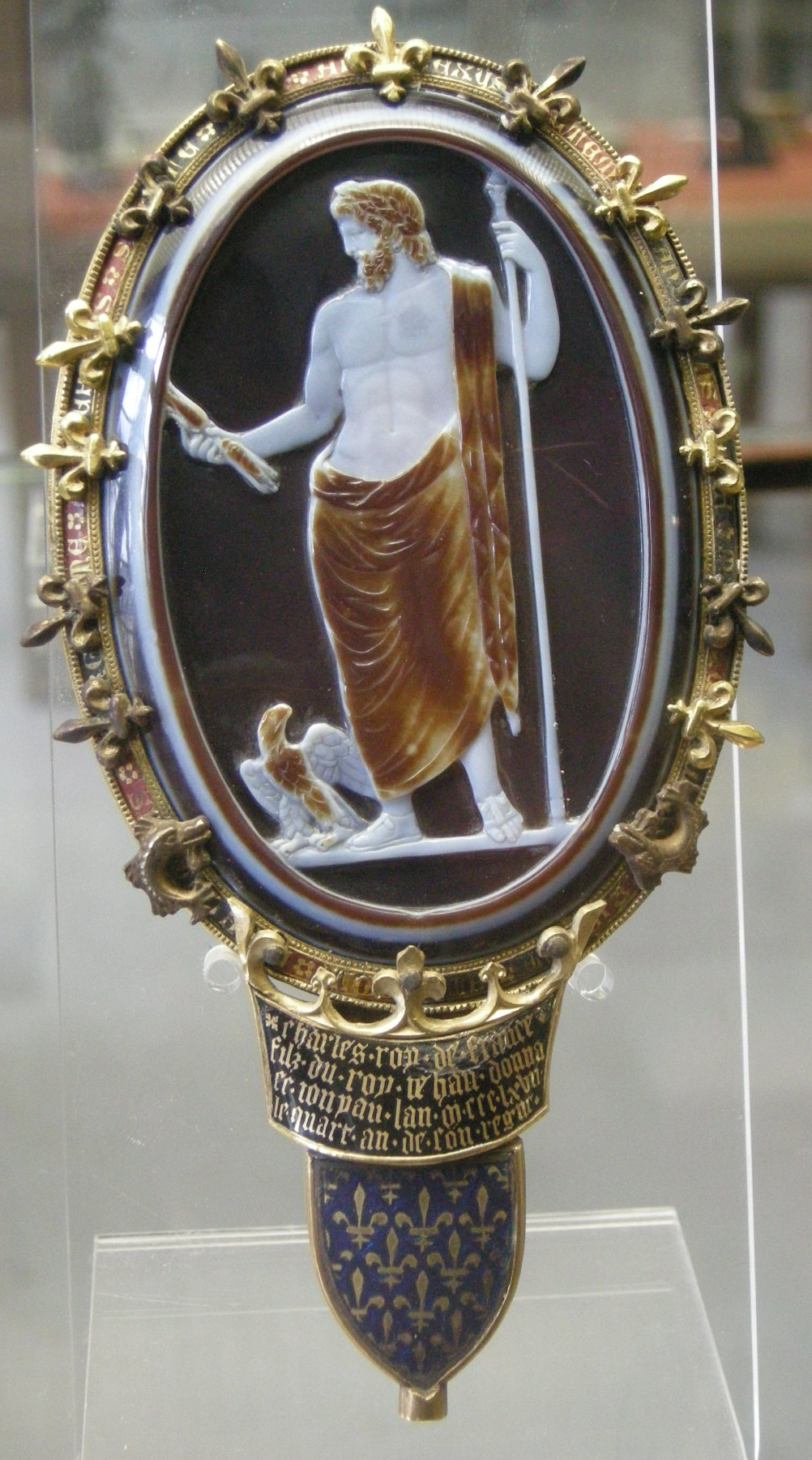
Le camée de Chartres, hauteur 15.2 cm, Paris, département des Monnaies, médailles et antiques de la Bibliothèque nationale de France.

Le camée de Chartres est un grand camée de sardonyx d'origine romaine ensuite réutilisé au Moyen Âge pour orner une châsse du trésor de la cathédrale Notre-Dame de Chartres. Il est aujourd'hui conservé à Paris au département des Monnaies, médailles et antiques de la Bibliothèque nationale de France.

## Historique
Le camée est d'origine romaine et est daté des années 40 à 45 apr. J.-C., sa facture est attribuée au lapidaire romain Hyllos dont d'autres camées sont conservés à Paris au département des Monnaies, médailles et antiques de la Bibliothèque nationale de France. On ne connaît pas son trajet avant sa possession par le roi Charles V qui en fait don en 1367 à l'occasion d'un pèlerinage à la cathédrale Notre-Dame de Chartres pour qu'il orne la châsse de la relique appelée La Chemise de la Vierge. C'est à cette occasion qu'est rajoutée à la monture le texte dédicatoire et l'écu fleurdelisé. En 1562, le roi Charles IX voulut puiser dans le trésor de la cathédrale pour payer les frais de la guerre civile, mais le peuple chartrain s'y opposa vigoureusement. Une nouvelle fois, en 1578, Henri III ordonna aux chanoines de faire fondre une partie du trésor, ils ne purent l'éviter, et le camée, arraché à la châsse fut gagé chez un banquier à Paris. Il y resta deux ans puis fut restitué à la cathédrale. Il resta à Chartres jusqu'à la Révolution française.

## Description
Le camée, un sardonyx à trois couches, représente Jupiter, couronné de feuilles de chêne (corona civica), debout, tenant le foudre de la main droite et s'appuyant de la main gauche sur un long sceptre posé au sol. À ses pieds se tient un aigle, animal associé régulièrement au dieu. Ses dimensions sont, pour la pierre seule, 9,3 × 6,4 cm, avec la monture l'ensemble atteint 15,2 × 8,4 cm.

## La monture médiévale
La monture est médiévale et a dû être conçue au XIVe siècle. En or, elle montre sur son pourtour émaillé une inscription en lettres gothiques sur la face avant et une autre sur la face arrière. Selon les descriptions anciennes, elle était sertie de perles et de rubis, ces éléments ayant été subtilisés lors des troubles de 1793 et remplacés au tout début du XIXe siècle par treize fleurs de lys et deux dauphins en vermeil. Lors de sa donation au trésor de la cathédrale de Chartres par Charles V, une couronne surmontant une inscription et un écu semé de fleurs de lys ont été rivetés sur la monture.

## La tourmente révolutionnaire
Le 17 septembre 1793, deux conventionnels, Sergent et Lemonnier, chargés de détruire la châsse de la Chemise de la Vierge et de rapporter à Paris les gemmes et les bijoux qui la décoraient arrivent à Chartres. La châsse une fois brisée, l'or qui en avait constitué la structure est envoyé au creuset. Quant aux pierreries, dont la destruction eût été sans profit, elles furent déposées au cabinet des Médailles. C'est à cette occasion que disparaissent les perles et les rubis qui entouraient le camée, remplacés par les fleurs de lys en vermeil et qui, de par leur style proviennent, selon Babelon, d'autres pièces d'orfèvreries démantelées datant au moins du XVIe siècle. Sergent, qui était orfèvre, aurait effectué ce travail. Le camée reste ensuite au cabinet des Médailles où il est enregistré sous le titre Camée 1 dans les collections nationales.

## Les inscriptions
- Sur le pourtour antérieur, les caractères de cette inscription sont, par groupes de quatre ou cinq, alternativement sur fond rouge et sur fond noir. On peut lire[1] (certaines lettres sont cachées par les fleurs de lys) :

« IEXVS AVTEM TRANSIENS * PER MEDIVM * ILLORVM * IBAT * ET * DEDIT * PACEM EIS * SI ERGO ME QVÆRITIS SINITE * HOS * ABIRE »

Il s'agit d'un verset de saint Luc (IV, 30) : « Jesus autem transiens per medium illorum ibal », extrait du passage dans lequel l'évangéliste raconte comment le Sauveur échappa aux Juifs qui voulaient le précipiter du haut d'une montagne. Suivi de « Si ergo me queritis » (saint Jean VIII, 2) Jésus demandant à la troupe venue pour le saisir, qu'on laisse en paix ses disciple ;
- Sur le pourtour postérieur[5], deux lignes concentriques d'inscriptions se déroulent. La ligne extérieure sur fond rouge :

« INPRINCIPIO * ERAT * VERBVM * ET * VERBVM * ERAT * APVD * DEVM * ET * DEVS * ERAT * EVRBVM (sic) * HOC * ERAT * IN PRINCIPIO * APVD »

Début de l’Évangile selon Jean : « Inprincipio erat Verbum », etc., qui avait aussi une vertu prophylactique ;
- La ligne intérieure sur fond noir :

« DEVM * OMNIA * PER * IPSVM * FACTA * SVNT * ET * SINE * IPSO * FACTVM * EST * NIHIL * QVOD ;

FACTVM * SET(sic) * IN IPSO »

Ces inscriptions portent Ernest Babelon à émettre l'hypothèse que le camée avait été transformé en un talisman royal dont Charles V se sépara la quatrième année de son règne au profit du trésor de Chartres ;
- L'inscription dédicatoire en français en lettres d'or sur fond noir ajoutée par Charles V :

« Charles, roy de France, fils du roy Jehan, donna ce jouyau l'an M CCC LXVII, le quart an
de son règne. »